# Courage World Tour
Il Courage World Tour è il quattordicesimo tour di concerti della cantante canadese Céline Dion, a supporto del suo ventisettesimo album in studio, Courage.
Il tour è stato sospeso a marzo 2020 a causa della pandemia di COVID-19 e, dopo la cancellazione delle date nordamericane di marzo 2022 e il rinvio delle date previste al 2022 per problemi di salute, sarebbe dovuto riprendere in Europa a febbraio 2023.
Le date sono state nuovamente rinviate a dicembre 2022 quando, con un video sui suoi social, la cantante annuncia di essere affetta dalla "Sindrome della persona rigida", che le impedisce di camminare e utilizzare le sue corde vocali come vorrebbe nei suoi concerti. Per questo motivo rimanda le date primaverili dal 2023 al 2024, cancella gli show estivi del 2023, mantenendo le date da agosto a ottobre 2023 come da calendario.
La leg europea del tour è stata, poi, definitivamente cancellata per i persistenti problemi di salute il 26 maggio 2023, tramite un comunicato ufficiale pubblicato sui social della cantante.

## Informazioni
Il tour venne annunciato il 3 aprile 2019 a Los Angeles, e l'evento fu mostrato in diretta su Facebook nella pagina della cantante. Le vendite generali dei biglietti ebbero inizio il 12 dello stesso mese. Per via della forte domanda, sempre in quel periodo vennero aggiunte altre date in Nord America, oltre a quelle già programmate.
Le prove si sono svolte presso il Videotron Center di Quebec City a partire dall'inizio di settembre, con la Dion e il suo team di 110 persone che hanno soggiornato nel nuovo hotel Le Capitole per tutta la durata del loro soggiorno. Nel settembre 2019, ConcertFrance ha annunciato che Dion si sarebbe esibita all'Arena Paris La Défense di Nanterre, in Francia, il 26 giugno 2020. Nello stesso mese, i primi quattro spettacoli a Montréal, in programma il 26, 27 e 30 settembre, e il 1 ottobre 2019, sono stati posticipati a causa di un virus alla gola della cantante; gli spettacoli sono stati riprogrammati per il 18, 19, 21 e 22 novembre.
Le date europee, così come le date aggiuntive a New York City, San Diego, Los Angeles e Vancouver, sono state rivelate da SoldOutTicketBox.com il 26 settembre 2019. Nel marzo 2020, la Dion ha riprogrammato due date a Washington, DC e Pittsburgh, a causa del "comune raffreddore", nonostante alcune fonti credono sia stato correlato alla pandemia di COVID-19 negli Stati Uniti. Nel marzo 2020, le tappe nordamericane ed europee del tour sono state riprogrammate al 2021, a causa della pandemia di COVID-19.
Nel febbraio 2021, le date europee e britanniche dal 19 marzo al 16 giugno 2021 sono state riprogrammate a maggio 2022, a causa della pandemia ancora dilagante in Europa. Le successive date europee dal 19 giugno al 25 luglio 2021 sono state riprogrammate per riprendere da maggio 2023.
Nel gennaio 2022, la cantante ha cancellato il resto delle date nordamericane del 2022 per problemi di salute, dovuti a dei "forti spasmi muscolari".
Il 29 aprile 2022, tramite un video sui social, la cantante annuncia il rinvio delle date programmate per il 2022 al 2023, a causa dei persistenti dolori muscolari che non le permettono di esibirsi.
A dicembre 2022, la cantante ha cancellato 8 show programmati da maggio a luglio 2023 e ha riprogrammato 23 date europee, programmate da febbraio ad aprile 2023, a marzo e aprile 2024. Dion avrebbe dovuto ricominciare il tour dalle restanti 19 date europee da agosto a ottobre 2023.
Il 26 maggio 2023, tramite un comunicato del suo team pubblicato sui social, la cantante annuncia la cancellazione ufficiale delle restanti date europee del tour, sempre a causa dei problemi di salute dovuti alla recente diagnosi della sindrome dell'uomo rigido. Nel comunicato, si legge:
“Mi dispiace tanto deludervi ancora una volta. Sto lavorando sodo per ricostruire le mie forze, ma andare in tour può essere molto difficile anche quando sei al 100%. Non è giusto nei vostri confronti continuare a rimandare gli spettacoli e, anche se mi spezza il cuore, è meglio che cancelliamo tutto ora finché non sarò davvero pronto per tornare di nuovo sul palco. Voglio che sappiate tutti che non mi arrendo... e non vedo l'ora di rivedervi!"

## Scaletta

### Francofona
1. It's All Coming Back to Me Now
2. Dans un autre monde
3. Terre
4. À vous
5. I'm Alive
6. The Power of Love
7. L'amour existe encore
8. Beauty and the Beast
9. Encore un soir
10. You're the Voice
11. Regarde-moi
12. Un garçon pas comme les autres (Ziggy)
13. Courage
14. All by Myself
15. Lying Down
16. Tous les blues sont écrits pour toi
17. S'il suffisait d'aimer
18. Let's Dance / Another One Bites the Dust / Flying on My Own / Kiss / River Deep - Mountain High / Lady Marmalade
19. My Heart Will Go On
20. Pour que tu m'aimes encore

### Anglofona
1. It's All Coming Back to Me Now
2. That's the Way It Is
3. I'm Alive
4. If You Asked Me To
5. The Power of Love
6. Love Can Move Mountains
7. Beauty and the Beast
8. The Prayer
9. You're the Voice
10. Tous les blues sont écrits pour toi
11. To Love You More
12. Courage
13. All by Myself
14. Lying Down
15. Imperfecitions
16. The Reason
17. Because You Loved Me
18. Let's Dance / Another One Bites the Dust / Flying on My Own / Kiss / River Deep - Mountain High / Lady Marmalade
19. My Heart Will Go On
20. Imagine

## Date
| Data              | Città         | Stato        | Luogo                      | Biglietti venduti / Biglietti disponibili | Incasso      |
| Nord America      | Nord America  | Nord America | Nord America               | Nord America                              | Nord America |
| ----------------- | ------------- | ------------ | -------------------------- | ----------------------------------------- | ------------ |
| 18 settembre 2019 | Quebec        | Canada       | Videotron Centre           | 39.930 / 39.930                           | $5.761.752   |
| 20 settembre 2019 | Quebec        | Canada       | Videotron Centre           | 39.930 / 39.930                           | $5.761.752   |
| 21 settembre 2019 | Quebec        | Canada       | Videotron Centre           | 39.930 / 39.930                           | $5.761.752   |
| 15 ottobre 2019   | Ottawa        | Canada       | Canadian Tire Centre       | 24.205 / 24.205                           | $3.348.005   |
| 16 ottobre 2019   | Ottawa        | Canada       | Canadian Tire Centre       | 24.205 / 24.205                           | $3.348.005   |
| 18 ottobre 2019   | Cleveland     | Stati Uniti  | Rocket Mortgage FieldHouse | 13.199 / 13.199                           | $1.593.287   |
| 20 ottobre 2019   | Columbus      | Stati Uniti  | Schottenstein Center       | 10.751 / 10.751                           | $1.626.691   |
| 22 ottobre 2019   | Louisville    | Stati Uniti  | KFC Yum! Center            | 12.465 / 12.465                           | $1.531.237   |
| 24 ottobre 2019   | Cincinnati    | Stati Uniti  | U.S. Bank Arena            | 11.004 / 11.004                           | $1.492.937   |
| 26 ottobre 2019   | Saint Louis   | Stati Uniti  | Enterprise Center          | 11.735 / 11.735                           | $1.591.985   |
| 28 ottobre 2019   | Kansas City   | Stati Uniti  | Sprint Center              | 11.838 / 11.838                           | $1.883.309   |
| 30 ottobre 2019   | Fargo         | Stati Uniti  | Fargodome                  | 10.473 / 12.239                           | $1.174.539   |
| 1º novembre 2019  | Minneapolis   | Stati Uniti  | Target Center              | 12.504 / 12.504                           | $1.992.180   |
| 3 novembre 2019   | Milwaukee     | Stati Uniti  | Fiserv Forum               | 10.788 / 10.788                           | $1.921.244   |
| 5 novembre 2019   | Detroit       | Stati Uniti  | Little Caesars Arena       | 13.112 / 13.112                           | $2.282.502   |
| 18 novembre 2019  | Montréal      | Canada       | Bell Centre                | 82.121 / 82.121                           | $10.582.306  |
| 19 novembre 2019  | Montréal      | Canada       | Bell Centre                | 82.121 / 82.121                           | $10.582.306  |
| 21 novembre 2019  | Montréal      | Canada       | Bell Centre                | 82.121 / 82.121                           | $10.582.306  |
| 22 novembre 2019  | Montréal      | Canada       | Bell Centre                | 82.121 / 82.121                           | $10.582.306  |
| 1º dicembre 2019  | Chicago       | Stati Uniti  | United Center              | 13.685 / 13.685                           | $2.870.852   |
| 3 dicembre 2019   | Indianapolis  | Stati Uniti  | Bankers Life Fieldhouse    | 11.633 / 11.633                           | $1.630.450   |
| 5 dicembre 2019   | Buffalo       | Stati Uniti  | KeyBank Center             | 12.462 / 12.462                           | $1.746.480   |
| 7 dicembre 2019   | Albany        | Stati Uniti  | Times Union Center         | 10.487 / 10.487                           | $1.816.438   |
| 9 dicembre 2019   | Toronto       | Canada       | Scotiabank Arena           | 26.831 / 26.831                           | $4.772.722   |
| 10 dicembre 2019  | Toronto       | Canada       | Scotiabank Arena           | 26.831 / 26.831                           | $4.772.722   |
| 13 dicembre 2019  | Boston        | Stati Uniti  | TD Garden                  | 24.661 / 24.661                           | $5.180.061   |
| 14 dicembre 2019  | Boston        | Stati Uniti  | TD Garden                  | 24.661 / 24.661                           | $5.180.061   |
| 8 gennaio 2020    | Jacksonville  | Stati Uniti  | VyStar Arena               | 11.272 / 11.272                           | $1.912.510   |
| 11 gennaio 2020   | Atlanta       | Stati Uniti  | State Farm Arena           | 11.212 / 11.212                           | $2.323.672   |
| 13 gennaio 2020   | Nashville     | Stati Uniti  | Bridgestone Arena          | 13.023 / 13.023                           | $2.103.662   |
| 15 gennaio 2020   | Tampa         | Stati Uniti  | Amalie Arena               | 12.749 / 12.749                           | $2.254.145   |
| 17 gennaio 2020   | Miami         | Stati Uniti  | American Airlines Arena    | 24.763 / 24.763                           | $5.222.838   |
| 18 gennaio 2020   | Miami         | Stati Uniti  | American Airlines Arena    | 24.763 / 24.763                           | $5.222.838   |
| 21 gennaio 2020   | Charlotte     | Stati Uniti  | Spectrum Center            | 13.458 / 13.458                           | $2.161.228   |
| 30 gennaio 2020   | San Antonio   | Stati Uniti  | AT&T Center                | 13.645 / 13.645                           | $2.021.746   |
| 1º febbraio 2020  | Houston       | Stati Uniti  | Toyota Center              | 11.569 / 11.569                           | $2.127.052   |
| 3 febbraio 2020   | Dallas        | Stati Uniti  | American Airlines Center   | 12.634 / 12.634                           | $2.657.817   |
| 5 febbraio 2020   | Tulsa         | Stati Uniti  | BOK Center                 | 11.004 / 11.004                           | $1.619.919   |
| 7 febbraio 2020   | New Orleans   | Stati Uniti  | Smoothie King Center       | 12.833 / 12.833                           | $2.278.207   |
| 9 febbraio 2020   | Memphis       | Stati Uniti  | FedExForum                 | 11.452 / 11.452                           | $1.609.727   |
| 11 febbraio 2020  | Raleigh       | Stati Uniti  | PNC Arena                  | 12.436 / 12.436                           | $2.150.963   |
| 18 febbraio 2020  | Montréal      | Canada       | Bell Centre                | [ 12 ]                                    | [ 12 ]       |
| 19 febbraio 2020  | Montréal      | Canada       | Bell Centre                | [ 12 ]                                    | [ 12 ]       |
| 22 febbraio 2020  | Atlantic City | Stati Uniti  | Boardwalk Hall             | 11.252 / 11.252                           | $2.470.305   |
| 24 febbraio 2020  | Baltimora     | Stati Uniti  | Royal Farms Arena          | 11.181 / 11.181                           | $1.591.232   |
| 26 febbraio 2020  | Filadelfia    | Stati Uniti  | Wells Fargo Center         | 13.269 / 13.269                           | $2.011.920   |
| 28 febbraio 2020  | Brooklyn      | Stati Uniti  | Barclays Center            | 37.720 / 37.720                           | $6.991.281   |
| 29 febbraio 2020  | Brooklyn      | Stati Uniti  | Barclays Center            | 37.720 / 37.720                           | $6.991.281   |
| 3 marzo 2020      | Uniondale     | Stati Uniti  | Nassau Coliseum            | 10.672 / 10.672                           | $1.985.445   |
| 5 marzo 2020      | Brooklyn      | Stati Uniti  | Barclays Center            | [ 13 ]                                    | [ 13 ]       |
| 7 marzo 2020      | Newark        | Stati Uniti  | Prudential Center          | 23.529 / 23.529                           | $4.330.802   |
| 8 marzo 2020      | Newark        | Stati Uniti  | Prudential Center          | 23.529 / 23.529                           | $4.330.802   |
| Totale            | Totale        | Totale       | Totale                     | N.D.                                      | N.D.         |

## Cancellazioni
| Data              | Città             | Stato           | Luogo                    | Causa                          |
| Europa            | Europa            | Europa          | Europa                   | Europa                         |
| ----------------- | ----------------- | --------------- | ------------------------ | ------------------------------ |
| 18 luglio 2020    | Monte Carlo       | Monaco          | Place du Casino          | Pandemia di COVID-19           |
| 6 giugno 2023     | Attard            | Malta           | Ta' Qali                 | Problemi di salute             |
| 9 giugno 2023     | Atene             | Grecia          | Stadio Olimpico          | Problemi di salute             |
| 11 giugno 2023    | Bucarest          | Romania         | Arena Națională          | Problemi di salute             |
| 13 luglio 2023    | Carhaix           | Francia         | Festival Grounds         | Problemi di salute             |
| 15 luglio 2023    | Lucca             | Italia          | Mura Storiche            | Problemi di salute             |
| 17 luglio 2023    | Nyon              | Svizzera        | Plaine de l'Asse         | Problemi di salute             |
| 26 agosto 2023    | Amsterdam         | Paesi Bassi     | Ziggo Dome               | Problemi di salute             |
| 27 agosto 2023    | Amsterdam         | Paesi Bassi     | Ziggo Dome               | Problemi di salute             |
| 29 agosto 2023    | Amsterdam         | Paesi Bassi     | Ziggo Dome               | Problemi di salute             |
| 1º settembre 2023 | Nanterre          | Francia         | Paris La Défense Arena   | Problemi di salute             |
| 2 settembre 2023  | Nanterre          | Francia         | Paris La Défense Arena   | Problemi di salute             |
| 5 settembre 2023  | Nanterre          | Francia         | Paris La Défense Arena   | Problemi di salute             |
| 6 settembre 2023  | Nanterre          | Francia         | Paris La Défense Arena   | Problemi di salute             |
| 9 settembre 2023  | Nanterre          | Francia         | Paris La Défense Arena   | Problemi di salute             |
| 10 settembre 2023 | Nanterre          | Francia         | Paris La Défense Arena   | Problemi di salute             |
| 18 settembre 2023 | Anversa           | Belgio          | Sportpaleis              | Problemi di salute             |
| 20 settembre 2023 | Anversa           | Belgio          | Sportpaleis              | Problemi di salute             |
| 23 settembre 2023 | Copenaghen        | Danimarca       | Royal Arena              | Problemi di salute             |
| 24 settembre 2023 | Copenaghen        | Danimarca       | Royal Arena              | Problemi di salute             |
| 27 settembre 2023 | Bærum             | Norvegia        | Telenor Arena            | Problemi di salute             |
| 28 settembre 2023 | Bærum             | Norvegia        | Telenor Arena            | Problemi di salute             |
| 30 settembre 2023 | Stoccolma         | Svezia          | Friends Arena            | Problemi di salute             |
| 3 ottobre 2023    | Helsinki          | Finlandia       | Hartwall Arena           | Problemi di salute             |
| 4 ottobre 2023    | Helsinki          | Finlandia       | Hartwall Arena           | Problemi di salute             |
| 6 marzo 2024      | Praga             | Repubblica Ceca | O2 Arena                 | Problemi di salute             |
| 8 marzo 2024      | Łódź              | Polonia         | Atlas Arena              | Problemi di salute             |
| 10 marzo 2024     | Cracovia          | Polonia         | Tauron Arena             | Problemi di salute             |
| 13 marzo 2024     | Zurigo            | Svizzera        | Hallenstadion            | Problemi di salute             |
| 14 marzo 2024     | Zurigo            | Svizzera        | Hallenstadion            | Problemi di salute             |
| 16 marzo 2024     | Zagabria          | Croazia         | Arena Zagreb             | Problemi di salute             |
| 19 marzo 2024     | Colonia           | Germania        | Lanxess Arena            | Problemi di salute             |
| 21 marzo 2024     | Berlino           | Germania        | Mercedes-Benz Arena      | Problemi di salute             |
| 23 marzo 2024     | Monaco di Baviera | Germania        | Olympiahalle             | Problemi di salute             |
| 26 marzo 2024     | Budapest          | Ungheria        | Budapest Sports Arena    | Problemi di salute             |
| 28 marzo 2024     | Vienna            | Austria         | Wiener Stadthalle        | Problemi di salute             |
| 31 marzo 2024     | Amburgo           | Germania        | Barclaycard Arena        | Problemi di salute             |
| 2 aprile 2024     | Mannheim          | Germania        | SAP Arena                | Problemi di salute             |
| 5 aprile 2024     | Dublino           | Irlanda         | 3Arena                   | Problemi di salute             |
| 6 aprile 2024     | Dublino           | Irlanda         | 3Arena                   | Problemi di salute             |
| 9 aprile 2024     | Manchester        | Regno Unito     | AO Arena                 | Problemi di salute             |
| 10 aprile 2024    | Manchester        | Regno Unito     | AO Arena                 | Problemi di salute             |
| 13 aprile 2024    | Glasgow           | Regno Unito     | The SSE Hydro            | Problemi di salute             |
| 14 aprile 2024    | Glasgow           | Regno Unito     | The SSE Hydro            | Problemi di salute             |
| 17 aprile 2024    | Birmingham        | Regno Unito     | Utilita Arena Birmingham | Problemi di salute             |
| 18 aprile 2024    | Birmingham        | Regno Unito     | Utilita Arena Birmingham | Problemi di salute             |
| 21 aprile 2024    | Londra            | Regno Unito     | The O2 Arena             | Problemi di salute             |
| 22 aprile 2024    | Londra            | Regno Unito     | The O2 Arena             | Problemi di salute             |
| Asia              |                   |                 |                          | Problemi di salute             |
| 31 luglio 2020    | Beirut            | Libano          | Beirut Waterfront        | Accordo comune con il festival |
| 5 agosto 2020     | Tel Aviv          | Israele         | Bloomfield Stadium       | Problemi logistici             |
| 31 maggio 2023    | Tel Aviv          | Israele         | Bloomfield Stadium       | Problemi di salute             |
| 3 giugno 2023     | Nicosia           | Cipro           | GSP Stadium              | Problemi di salute             |
| Nord America      |                   |                 |                          |                                |
| 9 marzo 2022      | Denver            | Stati Uniti     | Ball Arena               | Problemi di salute             |
| 11 marzo 2022     | Salt Lake City    | Stati Uniti     | Vivint Arena             | Problemi di salute             |
| 14 marzo 2022     | Winnipeg          | Canada          | Bell MTS Place           | Problemi di salute             |
| 17 marzo 2022     | Saskatoon         | Canada          | SaskTel Centre           | Problemi di salute             |
| 20 marzo 2022     | Edmonton          | Canada          | Rogers Place             | Problemi di salute             |
| 21 marzo 2022     | Edmonton          | Canada          | Rogers Place             | Problemi di salute             |
| 24 marzo 2022     | Portland          | Stati Uniti     | Moda Center              | Problemi di salute             |
| 26 marzo 2022     | Tacoma            | Stati Uniti     | Tacoma Dome              | Problemi di salute             |
| 28 marzo 2022     | Vancouver         | Canada          | Rogers Arena             | Problemi di salute             |
| 29 marzo 2022     | Vancouver         | Canada          | Rogers Arena             | Problemi di salute             |
| 1º aprile 2022    | San Francisco     | Stati Uniti     | Chase Center             | Problemi di salute             |
| 3 aprile 2022     | Oakland           | Stati Uniti     | Oakland Arena            | Problemi di salute             |
| 5 aprile 2022     | San Diego         | Stati Uniti     | Pechanga Arena           | Problemi di salute             |
| 8 aprile 2022     | Glendale          | Stati Uniti     | Gila River Arena         | Problemi di salute             |
| 10 aprile 2022    | Sacramento        | Stati Uniti     | Golden 1 Center          | Problemi di salute             |
| 14 aprile 2022    | Los Angeles       | Stati Uniti     | Staples Center           | Problemi di salute             |
| 15 aprile 2022    | Los Angeles       | Stati Uniti     | Staples Center           | Problemi di salute             |
| 20 aprile 2022    | Pittsburgh        | Stati Uniti     | PPG Paints Arena         | Problemi di salute             |
| 22 aprile 2022    | Washington        | Stati Uniti     | Capital One Arena        | Problemi di salute             |